# جيري دويل (لاعب كرة قدم)
جيري دويل (بالإنجليزية: Gerry Doyle)‏ هو مدرب كرة قدم ولاعب كرة قدم بريطاني في مركز الوسط، ولد في 17 فبراير 1965 في غلاسكو في المملكة المتحدة. لعب مع نادي سترنرير ‏.